# Park Narodowy Gibraltar Range
Park Narodowy Gibraltar Range (ang. Gibraltar Range National Park) – park narodowy w stanie Nowa Południowa Walia, w Australii. Park znany jest z ogromnych skalnych ostańców. Park jest szczególnie piękny latem, kiedy efektownie kwitną takie rośliny jak Telopea i Blandfordia, te ostatnie przypominające kształtem świąteczne dzwonki. Park połączony jest 100 km szlakiem turystycznym z Parkiem Narodowym Washpool.